# Trận Hagelberg
Trận Hagelberg,, còn gọi là Trận Hagelsberg hay Trận Lubnitz, là một trận đánh trong cuộc Chiến tranh Giải phóng Đức - một phần của các cuộc chiến tranh của Napoléon, diễn ra vào ngày 27 tháng 8 năm 1813. Trong trận đánh này, Quân đội Phổ do tướng Karl Friedrich von Hirschfeld chỉ huy, với sự hỗ trợ của người Cossack Nga do tướng A. I. Černyšëv chỉ huy, đã đánh tan tác Quân đội Đế chế Pháp vốn bị áp đảo về quân số do tướng Jean-Baptiste Girard chỉ huy, buộc Girard phải rút quân về Magdeburg và Wittenberg. Chiến thắng Hagelberg được xem là một thắng lợi vĩ đại của lực lượng dân binh Landwehr của Phổ, cũng như là thành quả của công cuộc cải cách mạnh mẽ của tướng Friedrich Wilhelm Freiherr von Bülow nói riêng và người Phổ nói chung trong cuộc hưu chiến trước đó không lâu. Đồng thời, hàng loại trận thắng chủ yếu là của quân đội Phổ trong các trận chiến như Dennewitz, Hagelberg, Kulm, v.v... đã xoay chuyển tình hình chiến tranh sau thất bại của quân đội Liên minh thứ sáu trong trận Dresden, đồng thời củng cố yêu cầu bình đẳng của nước Phổ với Đế quốc Áo.
Sau khi quân đội Pháp dưới quyền tướng Nicolas Oudinot bị đè bẹp trong trận Großbeeren vào ngày 23 tháng 7 năm 1813, Sư đoàn của tướng Girard đã kéo vào xứ Brandenburg để hỗ trợ cho quân của Oudinot. Tướng Hirschfeld - vị Tư lệnh của một Sư đoàn dân binh Phổ đã tiến công lực lượng này trong cùng ngày với thắng lợi của Hoàng đế Napoléon Bonaparte của Pháp tại trận Dresden. Giao tranh đã kéo dài trong 5 tiếng đồng hồ giữa quân Pháp với quân đồng minh Phổ - Nga, và Hirschfeld phát động một cuộc tổng tấn công vào Hagelberg. Sau một cuộc hỗn chiến đẫm máu mà trong đó đạn của súng hỏa mai tỏ ra hiệu quả hơn là lưỡi lê, quân của Girard đã gặp bất lợi. Một lỗ hổng được hình thành giữa cánh trái và trung quân của ông,, buộc quân đội Pháp phải bỏ lại làng Hagelberg. Ngoài ra, một vài khẩu pháo của quân đội Nga cùng với một số binh sĩ mang súng trường của quân đội Phổ đã nã đạn vào quân Pháp đang triệt thoái. Đội hậu binh của Girard cố thủ tại Klein Glein đến đêm rồi cũng tháo lui. Quân Cossack đã truy kích nhưng Hirschfeld đã giữ lại hầu hết đoàn quân của ông. Cuộc bại trận tại Hagelberg đã mang lại thiệt hại không nhỏ cho quân đội Pháp (trong số đó có chiến lợi phẩm và hàng nghìn người bị bắt làm tù binh), hơn hẳn thiệt hại của liên quân Phổ-Nga. Đây cũng được xem là một trong những thất bại rõ ràng của các thuộc cấp của Napoléon trong việc chỉ huy một đội quân độc lập.
Quân Pháp đã tháo chạy thục mạng trên khắp các nẻo đường sau thất bại của mình tại Hagelberg. Chiến thắng Hagelberg được nhìn nhận là một trong những hệ quả của "Kế hoạch Trachenberg" của khối Liên minh thứ sáu. Vốn diễn ra 4 ngày sau chiến thắng Großbeeren và là trận đánh đầu tiên của lực lượng dân quân Kurmark Landwehr của Phổ, trận chiến này đã không chỉ tiêu diệt đạo quân của Girard mà còn lên dây cót cho niềm tự tin của người Phổ vốn đang ngày một gia tăng, trước khi quân Pháp lại bị đánh bại trong trận chiến Dennewitz. Đồng thời, đại thắng của liên quân Phổ - Nga tại Hagelberg cũng là cuộc chạm trán đầu tiên giữa lực lượng dân quân mới được canh tân của quân đội Phổ và những binh sĩ được tuyển mộ đã đem lại thắng lợi cho quân đội Pháp trong trận Lützen và trận Bautzen - những lực lượng này vốn không có khác biệt đáng kể về mặt huấn luyện.